# ジノーザ
ジノーザ（イタリア語: Ginosa）は、イタリア共和国プッリャ州ターラント県にある、人口約2万2000人の基礎自治体（コムーネ）。

## 地理

### 位置・広がり

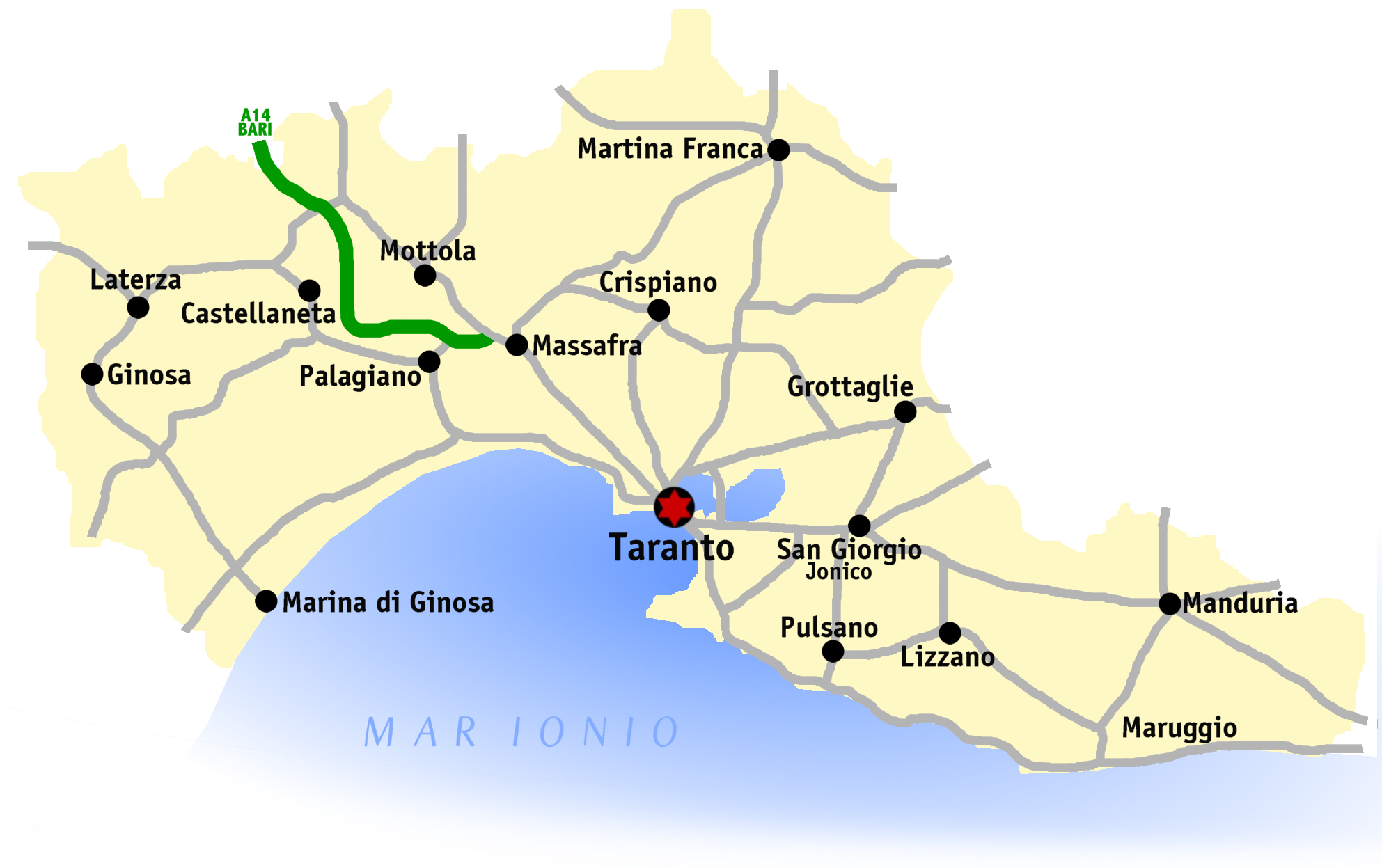
ターラント県概略図

#### 隣接コムーネ
隣接するコムーネは以下の通り。MTはマテーラ県所属。
- ラテルツァ - 北
- カステッラネータ - 東
- ベルナルダ (MT) - 南
- モンテスカリオーゾ (MT) - 西
- マテーラ (MT) - 北西

## 行政

### 分離集落
ジノーザには、以下の分離集落（フラツィオーネ）がある。
- Marina di Ginosa, Bandiera, Girifalco, Casone Rita, Casone Dogana, Cavese, Fiumicello, Follerate, Gaudella , Lama di Pozzo, Lucignano, Madonna d'Attoli, Marinella, Murge, Pantano, Spiano, Stornara, Tufarello